# راؤول غارسيا فرنانديز
راؤول غارسيا فرنانديز (بالإسبانية: Raúl García Fernández)‏ (30 يوليو 1976 بإرناني في إسبانيا - ) هو لاعب كرة قدم إسباني في مركز الدفاع. لعب مع راسينغ فيرول وريال يونيون ونادي إيبار ونادي باراكالدو ونادي بورغوس ونادي ميرانديس ونادي بالنثيا ‏.

## وصلات خارجية
- راؤول غارسيا فرنانديز على موقع قاعدة بيانات كرة القدم.إي يو (الإنجليزية)
- راؤول غارسيا فرنانديز على موقع Soccerway.com (الإنجليزية)
- راؤول غارسيا فرنانديز على موقع AS.com (الإسبانية)